# Aéroport international de Rio de Janeiro/Galeão
Pour les articles homonymes, voir Galeão (homonymie) et GIG.
L’aéroport international de Rio de Janeiro/Galeão – Antônio Carlos Jobim ou aéroport international du Galeão (code IATA : GIG • code OACI : SBGL) est un aéroport situé sur l'île du Gouverneur à Rio de Janeiro, au Brésil. En 2014, plus de 17 millions de passagers y ont transité. C'était l'un des hubs les plus importants de la compagnie aérienne Varig avec celui de l'aéroport international de Guarulhos à São Paulo.

## Histoire
L'histoire de l'aéroport commence le 10 mai 1923 lorsque l'école de navigation navale s'établit sur l'île du Gouverneur (Ilha do Governador). Le 22 mai 1941, avec la création du ministère brésilien de l'aviation, le site prend le nom de Galeão Air Force Base (en), des hangars sont construits et les pistes sont étendues. Lorsque le Brésil déclare la guerre en 1942, l'aéroport est utilisé par les alliés. À la fin de la guerre, l'Aéroport Santos Dumont ne peut faire face à l'augmentation du trafic aérien civil, et les vols internationaux sont progressivement déplacés vers l'aéroport de l'île du Gouverneur.
En 1999, il est baptisé aéroport Antônio-Carlos-Jobim en l'honneur du célèbre musicien brésilien inventeur de la bossa nova.

## Situation

Plann d'Aéroport

| \| 200 km1:42 212 000 \| São Paulo-Guarulhos São Paulo-Congonhas Brasília Rio-Galeão Belo Horizonte Campinas Rio-Santos-Dumont Recife Porto Alegre Salvador Fortaleza Curitiba Florianópolis Belém Vitória Goiânia Manaus Navegantes |
| 200 km1:42 212 000 |

## Statistiques
Pour des raisons techniques, il est temporairement impossible d'afficher le graphique qui aurait dû être présenté ici.

Voir la requête brute et les sources sur Wikidata.

## Compagnies aériennes et destinations
En août 2014, la section A du terminal 1 était en rénovation et la section C du terminal 2 n'était pas utilisée.

### Passager
| Compagnies              | Destinations |
| ----------------------- | --- |
| Aerolíneas Argentinas   | Buenos Aires-J. Newbery, Córdoba |
| Air France              | Paris-Charles de Gaulle |
| American Airlines       | Miami En saison : New York-John F. Kennedy |
| Avianca                 | Bogota-El Dorado |
| Azul Brazilian Airlines | São Paulo/Campinas |
| British Airways         | Londres-Heathrow |
| Copa Airlines           | Panama-Tocumen |
| Delta Air Lines         | Atlanta H.-Jackson |
| Edelweiss Air           | Zurich |
| Emirates                | Dubaï |
| Flybondi                | Buenos Aires-Ezeiza |
| Gol Transportes Aéreos  | - Aracaju (en), - Belém, - Belo Horizonte, - Brasília, - Buenos Aires-J. Newbery, - São Paulo/Campinas, - Curitiba, - Florianópolis, - Fortaleza, - Foz do Iguaçu, - Ilhéus (en), - Jericoacoara (en), - João Pessoa, - Macapá, - Maceió, - Manaus, - Natal, - Navegantes, - Porto Alegre, - Recife, - Salvador de Bahia, - São Paulo/Congonhas, - São Paulo/Guarulhos |
| Iberia                  | Madrid-Barajas |
| ITA Transportes Aéreos  | - Belo Horizonte, - Brasília, - Florianópolis, - Fortaleza, - Porto Seguro (en), - Recife, - Salvador de Bahia, - São Paulo/Congonhas, - São Paulo/Guarulhos |
| KLM                     | Amsterdam |
| LATAM Brasil            | - Belo Horizonte, - Brasília, - Fortaleza, - Maceió, - Natal, - Recife, - São Paulo/Guarulhos |
| LATAM Chile             | Santiago du Chili-A.-M.-Benítez |
| Lufthansa               | Francfort, Munich-F. J. Strauß |
| Paranair                | En saison : Asuncion-S.-Pettirossi |
| Sky Airline             | Santiago du Chili-A.-M.-Benítez |
| TAP Air Portugal        | Lisbonne-H. Delgado, Porto-F. Sá-Carneiro |
| United Airlines         | Houston-George Bush |

Édité le 03/02/2018  Actualisé 17/12/2023

### Cargo
| Compagnies          | Destinations |
| ------------------- | --- |
| ABSA Cargo Airline  | Belo Horizonte–Confins, Cabo Frio, Campinas, Ciudad del Este, Curitiba, Manaus, Miami, Porto Alegre, São Paulo–Guarulhos |
| Centurion Air Cargo | Miami, Santiago de Chile                                                                                                 |
| LAN Cargo           | Amsterdam, Buenos Aires–Ezeiza, Francfort, Miami, Montevideo, Santiago de Chile                                          |
| LANCO               | Bogotá, Lima, Miami, Quito                                                                                               |
| Rio Linhas Aéreas   | Recife, Salvador da Bahia, São Paulo–Guarulhos                                                                           |
| Sky Lease Cargo     | Miami |

## Galerie de photos

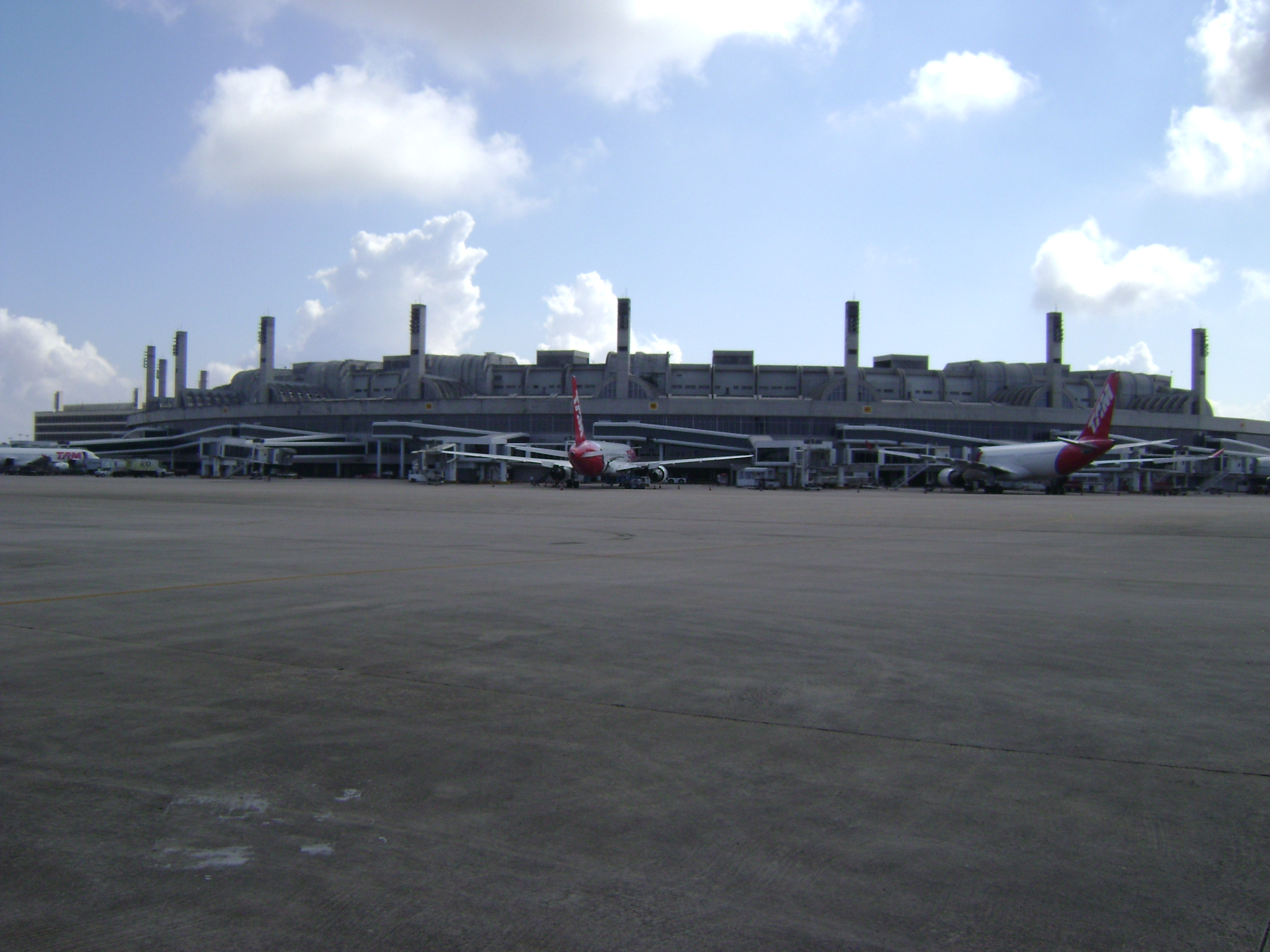
Terminal de l'aéroport de Rio de Janeiro
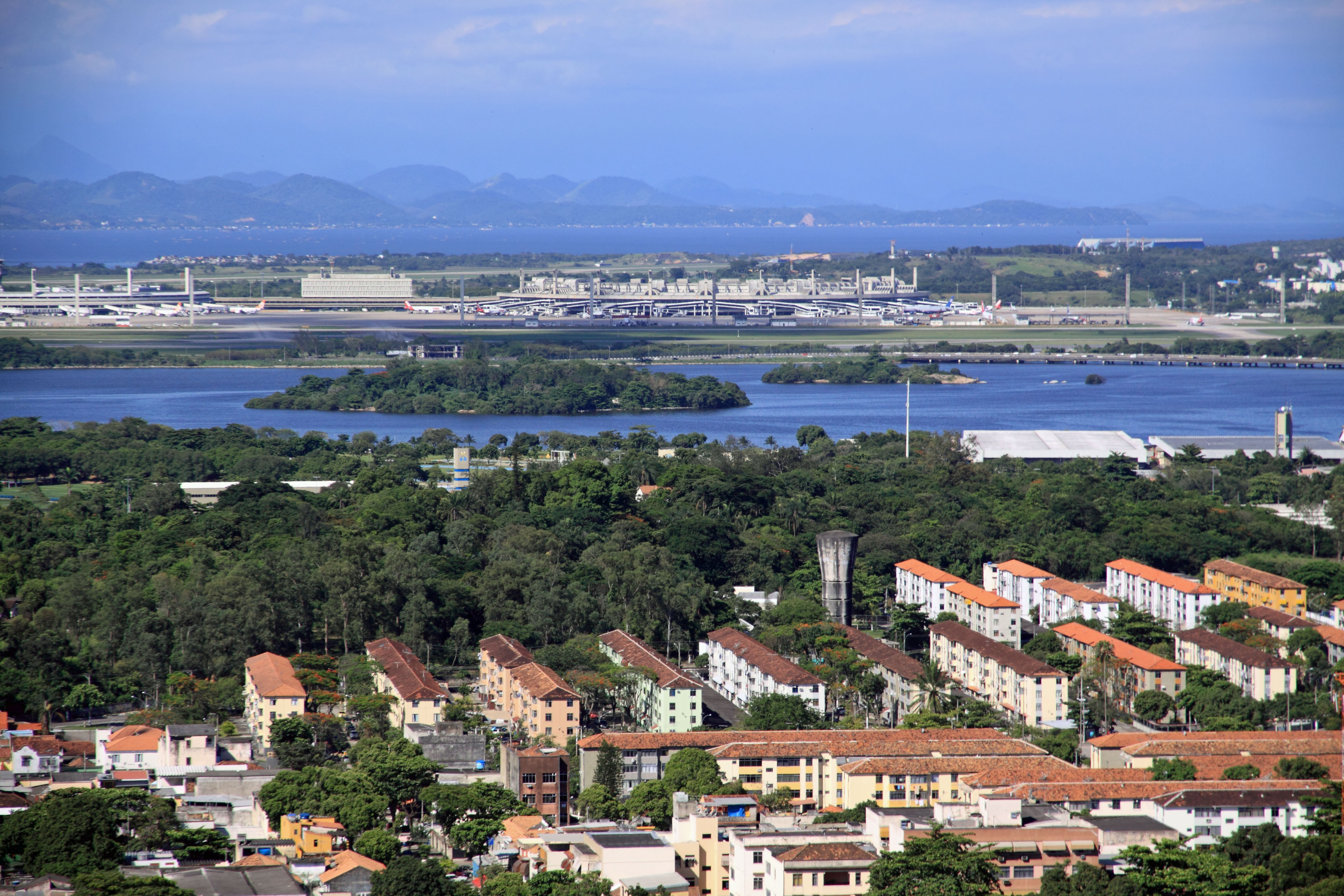
Vue générale de l'aéroport